# Saint-Pierre-aux-Bœufs
Saint-Pierre-aux-Bœufs var en kyrkobyggnad i Paris, helgad åt aposteln Petrus. Kyrkan var belägen vid dagens Rue d'Arcole på Île de la Cité i fjärde arrondissementet. Tillnamnet ”Bœufs” (franska: bœuf, "oxe", "nötkreatur", "oxkött") kommer av att kyrkan var belägen vid Paris första slakthus – Boucherie du Parvis-Notre-Dame. En morgon fördes det heliga Sakramentet i procession från kyrkan och det församlade folket knäböjde. Även två oxar, vilka fördes till slakthuset, ska ha knäböjt. Detta föranledde att man skulpterade två oxhuvuden på kyrkans fasad.

## Historia
Kyrkan grundades förmodligen på 900-talet. Den omnämns för första gången i ett dokument från år 1136. En ombyggnad av kyrkan företogs under 1200-talet.
I samband med franska revolutionen stängdes kyrkan Saint-Pierre-aux-Bœufs år 1791, dekonsekrerades och nyttjades som förrådslokal. Den nedrevs år 1837. Kyrkans portal bevarades och uppfördes två år senare på västfasaden till kyrkan Saint-Séverin av arkitekten Jean-Baptiste-Antoine Lassus. På kyrkans plats är i dag Hôtel-Dieu de Paris beläget.
Den 17 november 1780 begravdes den franske skalden Nicolas Gilbert (1750–1780) i kyrkan, innan hans kropp överfördes till Cimetière de Clamart.